# Devónico
| Era Eratema | Período Sistema | Período Sistema | Inicio (millones años) |
| ----------- | --------------- | --------------- | ---------------------- |
| Paleozoico  | Pérmico         | Pérmico         | 298,9±0,15             |
| Paleozoico  | Carbonífero     | Pensilvánico    | 323,4±0,4              |
| Paleozoico  | Carbonífero     | Misisípico      | 358,86±0,19            |
| Paleozoico  | Devónico        | Devónico        | 419,62±1,36            |
| Paleozoico  | Silúrico        | Silúrico        | 443,1±0,9              |
| Paleozoico  | Ordovícico      | Ordovícico      | 486,8±1,5              |
| Paleozoico  | Cámbrico        | Cámbrico        | 538,8±0,6              |

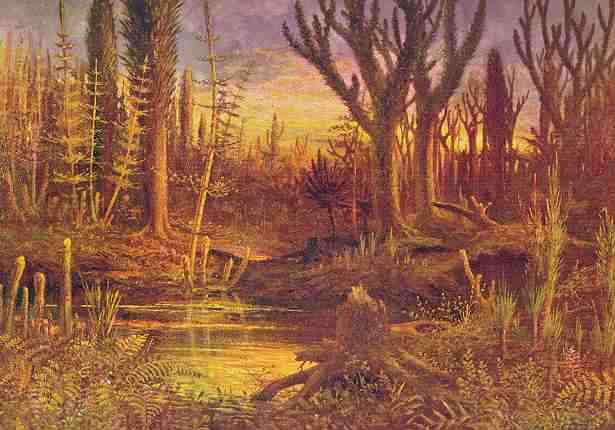
Pintura de 1872 representando al ambiente del Devónico.

El Devónico es el cuarto sistema y período del Paleozoico en la escala temporal geológica. Sucede al Silúrico y antecede al Carbonífero. Duró unos 61 millones de años, comenzando hace unos 420 millones de años y terminando hace unos 359 millones de años. Debe su nombre a Devon, un condado ubicado en la península de Cornualles, en el suroeste de Inglaterra, lugar donde el geólogo escocés Roderick Murchison y su colega inglés Adam Sedgwick, identificaron este sistema en 1839.
En lo que respecta a la paleogeografía, las tierras emergidas terminaron repartidas entre un supercontinente en el sur, Gondwana, y otro en el norte, a la altura del ecuador, llamado Laurusia, que empezó el período como dos cratones en colisión, Laurentia y Báltica, separados inicialmente por el océano Jápeto. A la larga ambos convergieron para, más tarde, formar el supercontinente único llamado Pangea.
En los océanos, los tiburones primitivos se hacen más numerosos que durante el Silúrico, y aparecen los primeros peces de aletas lobuladas y los peces óseos. Los grandes arrecifes de coral, los trilobites y los braquiópodos siguen siendo comunes, y aparecen los primeros moluscos ammonites. Sobre tierra firme, las primeras plantas con semilla se extienden formando enormes bosques. Durante el Devónico, hace unos 365 millones de años, surgen los primeros anfibios. También proliferan varias líneas de artrópodos terrestres. Al final del período se produjo la extinción masiva del Devónico, que afectó gravemente a la vida marina. Durante el Devónico se formaron los yacimientos de petróleo y de gas de algunas zonas.
Aparecen las primeras lycopodiáceas, colas de caballo y helechos, así como las primeras plantas con semilla (progimnospermas), primeros árboles (la progimnosperma Archaeopteris), y primeros insectos (sin alas). Braquiópodos estrofoménidos y atrypidos, corales rugosos y tabulados, y crinoides son muy abundantes en los océanos. Ammonoideos goniatíticos alcanzan su máximo, surgen los coleoideos con forma de calamar. Declinan los trilobites y los agnatos acorazados, comienza el reinado de los peces mandibulados (placodermos, de aletas lobuladas y osteíctios, primeros tiburones). Los primeros anfibios son aún acuáticos. Se forma Euramérica (continente de las Areniscas Rojas Antiguas).

## Subdivisiones
| Era Eratema | Periodo Sistema | Época Serie       | Edad Piso                | Inicio, en millones de años |
| ----------- | --------------- | ----------------- | ------------------------ | --------------------------- |
| Paleozoico  | Pérmico         | Pérmico           | Pérmico                  | 298,9±0,15                  |
| Paleozoico  | Carbonífero     | Carbonífero       | Carbonífero              | 358,86±0,19                 |
| Paleozoico  | Devónico        | Superior/Tardío   | Fameniense Famenniano    | 372,15±0,46                 |
| Paleozoico  | Devónico        | Superior/Tardío   | Frasniense Frasniano     | 382,31±1,36                 |
| Paleozoico  | Devónico        | Medio             | Givetiense Givetiano     | 387,95±1,04                 |
| Paleozoico  | Devónico        | Medio             | Eifeliense Eifeliano     | 393,47±0,99                 |
| Paleozoico  | Devónico        | Inferior/Temprano | Emsiense Emsiano         | 410,62±1,95                 |
| Paleozoico  | Devónico        | Inferior/Temprano | Pragiense Pragiano       | 413,02±1,91                 |
| Paleozoico  | Devónico        | Inferior/Temprano | Lochkoviense Lochkoviano | 419,62±1,36                 |
| Paleozoico  | Silúrico        | Silúrico          | Silúrico                 | 443,1±0,9                   |
| Paleozoico  | Ordovícico      | Ordovícico        | Ordovícico               | 486,8 ±1,5                  |
| Paleozoico  | Cámbrico        | Cámbrico          | Cámbrico                 | 538,8±0,6                   |

El Devónico normalmente se divide en Inferior, Medio y Superior, y en siete edades/pisos, que en orden de los más recientes a los más antiguos son los siguientes:

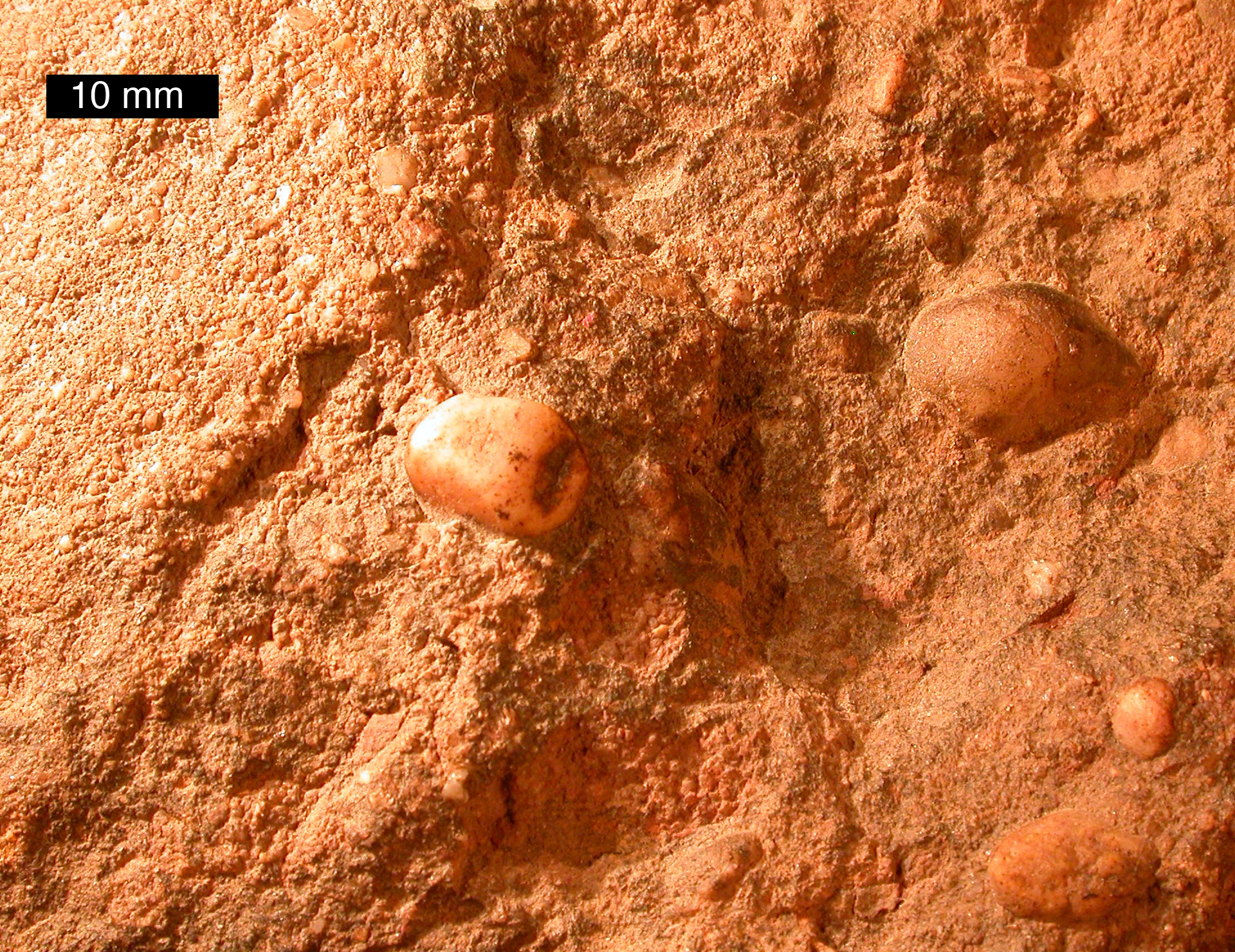
Areniscas rojas antiguas. La escala mide 1 cm.

## Paleogeografía
La paleogeografía está dominada por el supercontinente Gondwana al sur, el continente Siberia al norte, y la formación del pequeño supercontinente de Euramérica en el medio. El Período Devónico fue un momento de gran actividad tectónica, con Laurusia (la unión de Laurentia y Báltica) y Gondwana acercándose.

Mapa del supercontinente Euramérica durante el Devónico.

El supercontinente Euramérica (o Laurusia) se había creado a principios del Devónico por la colisión de Laurentia y Báltica y se situó en la zona del trópico de Capricornio. Esta es una zona naturalmente seca que, tanto en el Paleozoico como actualmente, está sometida a la convergencia de dos grandes circulaciones atmosféricas, la Célula de Hadley y la Célula de Ferrel. En estos casi desiertos se formaron los antiguos depósitos sedimentarios de arenisca roja, compuestas por hierro oxidado de color rojo (hematita) características de las zonas secas. La formación del continente de las Viejas Areniscas Rojas (Euramérica) se tradujo en aparición de barreras naturales y, consecuentemente, un mayor provincialismo. Destaca la provincia Apalachiense al oeste con una fauna distintiva. Se empezaron a formar las Montañas Apalaches de Estados Unidos y las Montañas Caledónicas de Gran Bretaña y Escandinavia. La costa oeste de Norteamérica, por el contrario, fue una zona de deltas y estuarios, en la actual Idaho y Nevada. Un arco volcánico se acercó en el Devónico tardío a la plataforma continental y comenzó a elevar los depósitos de agua profunda, una colisión que fue el preludio de la formación de la Orogenia Antler que tuvo lugar a comienzos del Carbonífero.
El resto de los continentes permaneció unido en el supercontinente Gondwana. En el sur de Gondwana aparece una provincia ligada a condiciones frías (Malvinokaffric) que se situaba en lo que hoy es la cuenca del Paraná. Carecía de arrecifes, briozoos, ammonites y existía un predominio de los bivalvos excavadores. Al final del Devónico, la separación entre el continente de las Viejas Areniscas Rojas y Gondwana era cada vez menor y su proximidad explica el hecho de que América del Norte, Europa, y el norte de África compartan por lo menos el 80 % de sus géneros devónicos.
El nivel del mar era elevado en todo el mundo, y gran parte de las tierras estaban sumergidas bajo mares someros, donde vivían los organismos de arrecifes tropicales. El profundo y enorme océano Panthalassa (el "océano universal") abarcaba el resto del planeta. Otros océanos más pequeños eran Paleo-Tetis, Proto-Tetis, el océano Rheico y el océano Ural (que se cerró durante la colisión de Siberia y Báltica).

## Evolución de la biota
En este período se produjeron importantes innovaciones en la biota terrestre, destacando la primera expansión generalizada sobre los continentes de la vida, que hasta entonces solo tenía una presencia importante en los mares. La expansión de las plantas terrestres contribuyó, junto a la continentalización y la elevación orogénica, a un progresivo enfriamiento del clima, que produjo la crisis de extinción que marca el final del período.
La gran diversificación de gnatostomados, ammonoideos y euriptéridos tuvo un efecto profundo sobre muchos animales acuáticos relativamente inermes. Contribuyeron al declive en el Paleozoico medio de la diversidad en trilobites (80 familias ordovícicas por 23 familias silúricas; en el Devónico incluso fue a peor). Sus esqueletos externos débilmente calcificados ofrecían poca resistencia a las mandíbulas de los peces y seguramente los trilobites no tenían mecanismos para la locomoción rápida. A ello se sumaba la presión ejercida por nautiloideos y ammonoideos que continuaron evolucionando con éxito. Los pequeños e inermes ostracodermos, que se extinguen al final del Devónico, también serían una presa fácil, ya que carecía incluso de la capacidad de excavar el sedimento que tenían al menos algunas especies de trilobites.

### Vida marina

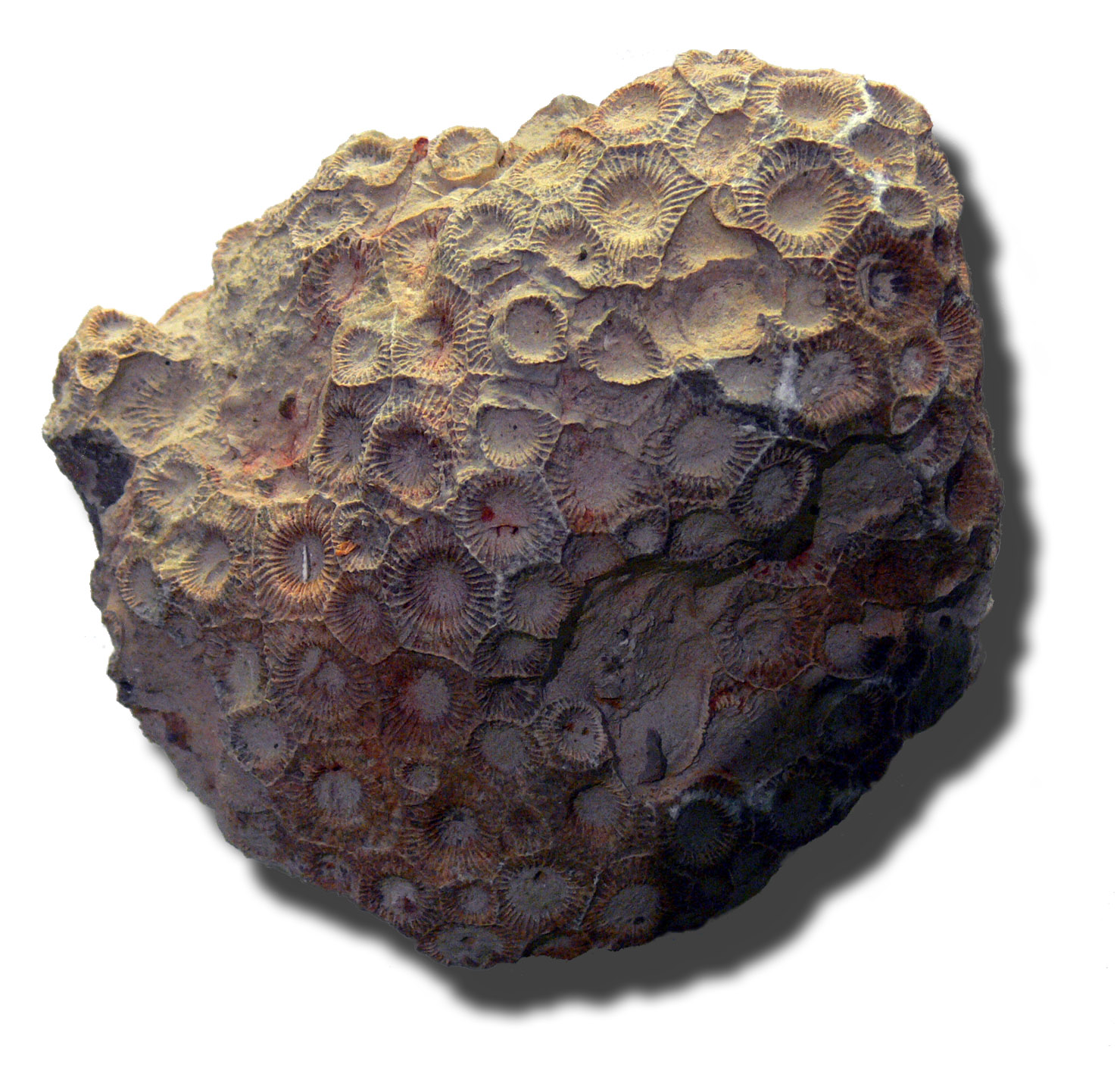
Fósil de coral devónico.

Los mares devónicos tenían un nivel generalmente alto de vida. En los océanos se produjo una diversificación de las esponjas, apareciendo las silíceas, y floreciendo los arrecifes, basados en corales, esponjas y algas bentónicas. Un gran arrecife, ahora en la superficie en el noroeste de Australia, se extendía por entonces miles de kilómetros, delimitando un continente devónico. Pero el mayor cambio en los ecosistemas acuáticos fue la aparición de nuevos animales nectónicos, muchos de ellos predadores. Continúa la diversificación de los moluscos, apareciendo los primeros ammonoideos a partir de los nautiloideos durante el Devónico inferior; los nautiloideos persistieron, aunque con una baja diversidad. Los bivalvos incluso invaden los hábitats de aguas dulces. Los trilobites empiezan a declinar, pero todavía aparecen formas nuevas, incluidas algunas de gran tamaño. Los artrópodos euriptéridos continuaron siendo un grupo importante de predadores.

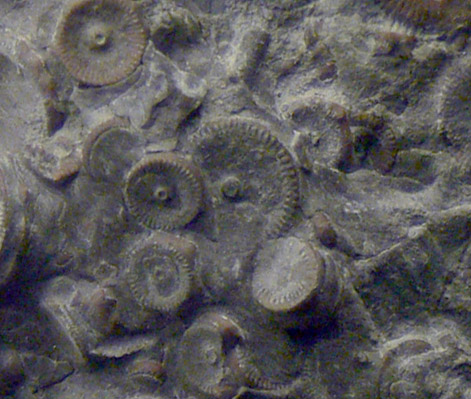
Artejos desarticulados de Laudonomphalus (Crinoideo).

Este es el período de expansión de los peces, especialmente de los placodermos, pero también de los selacios (tiburones), y los osteictios, tanto los sarcopterigios, de los que derivan los vertebrados terrestres, como los actinopterigios, el grupo de vertebrados que actualmente domina los mares. De hecho, se conoce al Devónico como la Edad de los Peces. Los restos son muy diversos y bien preservados, muchos de ellos en los depósitos de agua dulce de lagos. De este tiempo datan ya restos de celacantos. A mediados del Devónico los placodermos comienzan a ganar la partida a los ostracodermos. Del linaje de los sarcopterigios surgen los géneros Ichthyostega y Acanthostega, que históricamente están ligados a la transición de los peces hacia los tetrápodos. Dicha transición ocurrió durante el paso del Devónico al Carbonífero. Algunos sostienen que esa transición empezó a partir del Eusthenopteron.

#### Diversificación de los peces
Una de las grandes dudas que existían era si los primeros peces fueron de agua dulce o marina. Muchos peces de agua dulce se han encontrado en depósitos de las Viejas Areniscas Rojas, un área terrestre formada por el cierre del océano Jápeto (este de América del Norte, Groenlandia y Europa Occidental). Los primeros registros se dan en medios marinos, aunque la mayoría de los peces silúricos son de agua dulce. Fueron surgiendo distintos grupos de peces:
- Ostracodermos (piel ósea): Pequeños con ojos emparejados como los de los vertebrados superiores, sin mandíbulas y cubiertos por una armadura ósea. Bocas pequeñas adaptadas para consumir pequeñas partículas de alimento. Aletas poco móviles y se supone que eran cartilaginosos. Desaparecieron en el Devónico superior. Destaca Drepanaspis, con una barriga plana adaptándose a una vida necto-bentónica, la aleta superior de la cola asimétrica estaba más desarrollada, por lo que esta estructura en el movimiento de la cola favorecería el descenso. También cabe mencionar Pteraspis, con una barriga curva y una aleta inferior elongada que favorecería el ascenso, sugiriendo una vida de natación más activa.
- Acantodios (Silúrico inferior-Pérmico): Alargados con numerosas aletas apoyadas por espinas salientes. Presentaban algunas características de los peces modernos: aletas emparejadas, escamas y mandíbulas. Estas últimas permitieron mayor capacidad de depredación. Las mandíbulas evolucionaron a partir de la modificación de un par de arcos branquiales a una mandíbula simple. Fue un oportunismo evolutivo, una alteración evolutiva de una estructura existente para desempeñar una función enteramente nueva. Estos animales declinaron al final del Devónico para extinguirse en el Pérmico. Nos dejaron un importante legado evolutivo. Durante el Devónico se produjo una gran radiación adaptativa de peces con mandíbulas que ocuparon nuevos niveles de la cadena trófica en los hábitat de agua dulce y marina.

- Placodermos: Cubiertos de placas óseas y representantes más grandes del grupo (cúspide de la pirámide). Aparecieron en agua dulce entre el Silúrico superior y el Devónico inferior. Muy abundantes y diversos en el Devónico (dulces y secundariamente aparecen en medios marinos).

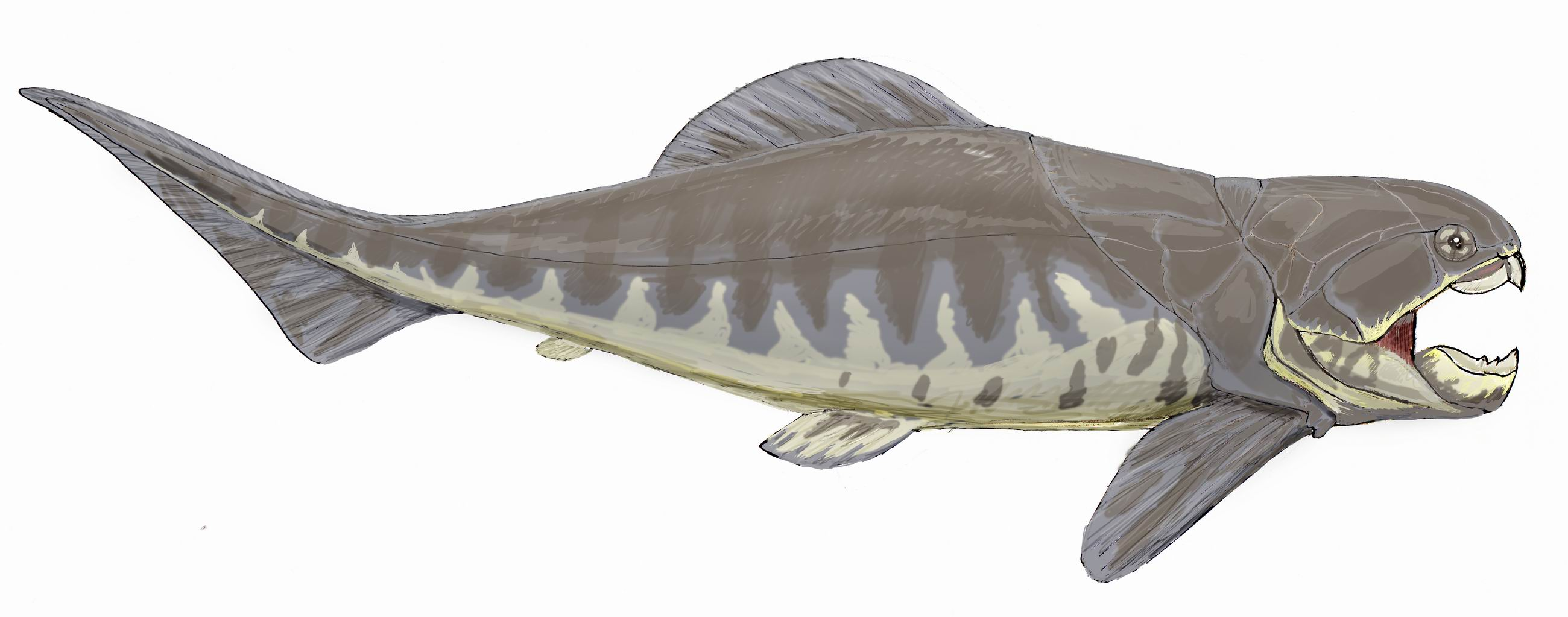
Dunkleosteus (Placodermo)
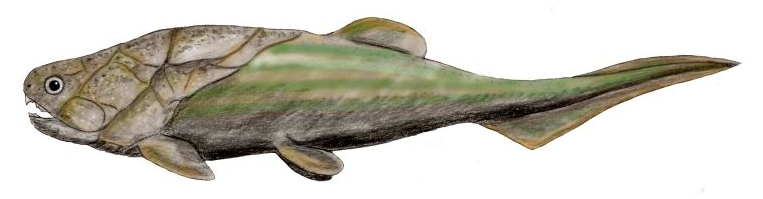
Coccosteus (Placodermo)
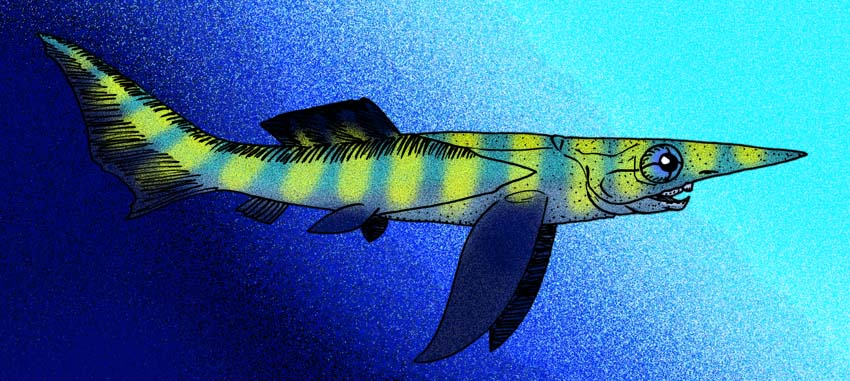
Rolfosteus canningensis (Placodermo)
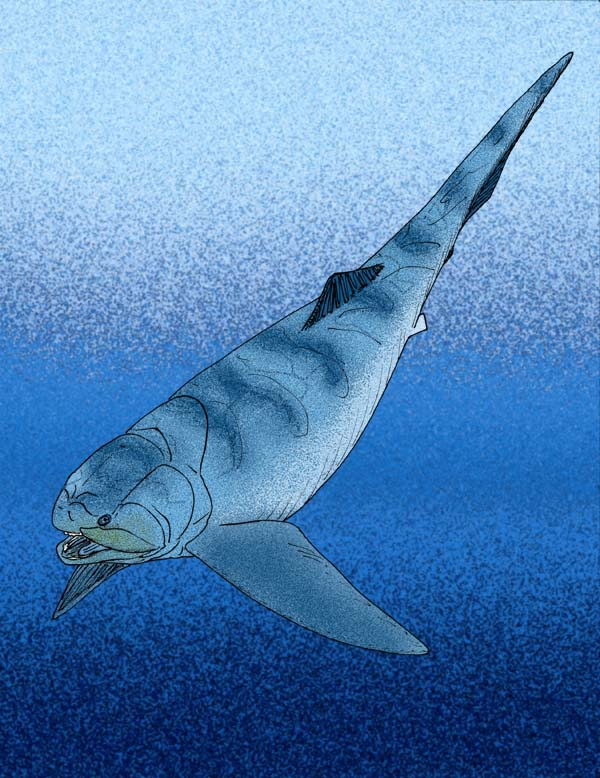
Titanichthys (Placodermo)

- Tiburones (Silúrico-presente): Eran formas primitivas y pocos sobrepasaban el metro de longitud. Muy importantes en los medios marinos devónicos. El registro fósil es muy fragmentario en rocas anteriores al Devónico medio.

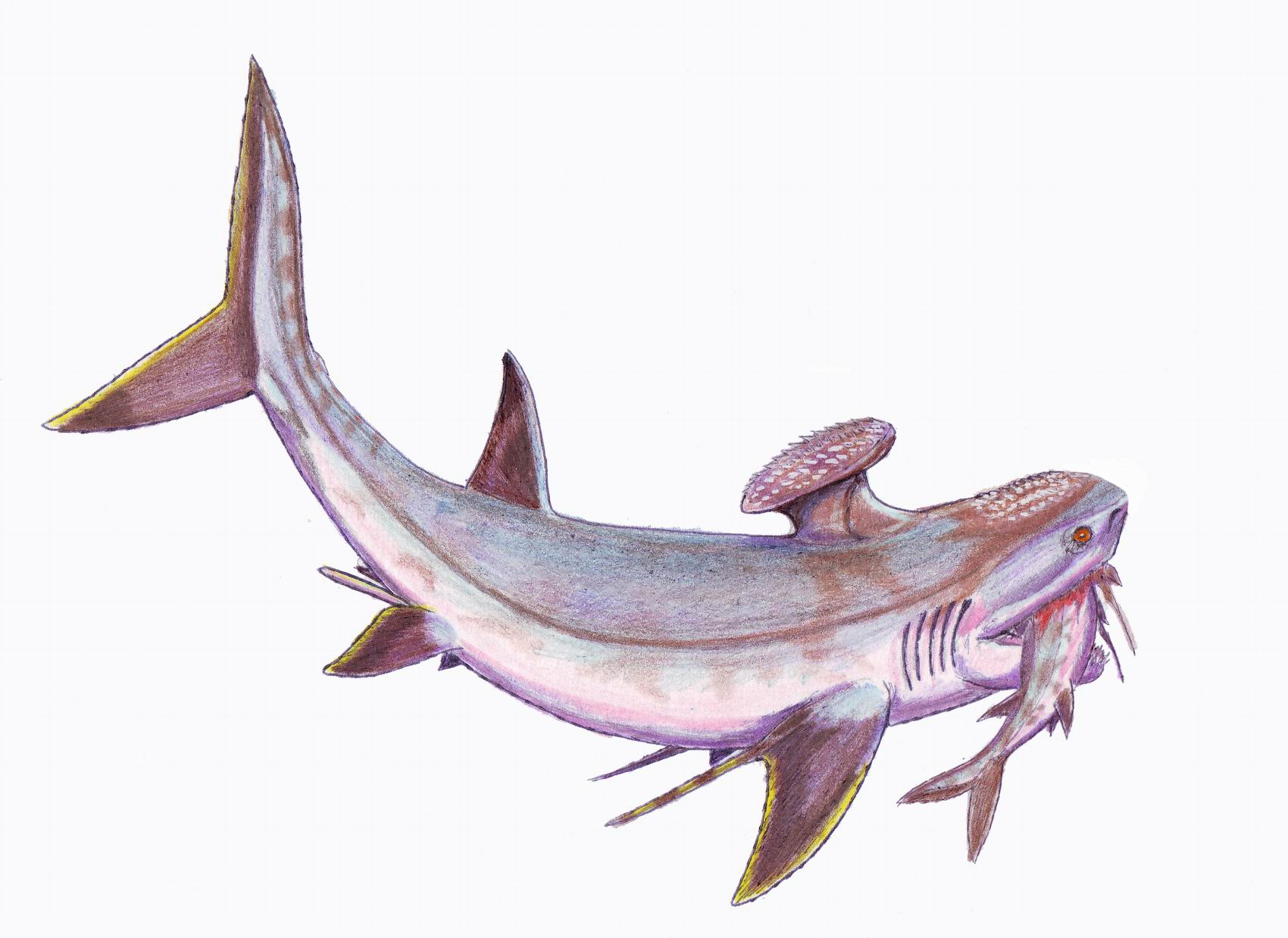
Stethacanthus

- Actinopterigios (Peces de aletas radiadas): Éxito modesto durante el Devónico.[5] Los géneros fósiles como Cheirolepis, difieren de los actuales en que tenían colas asimétricas y escamas no superpuestas. Sobrevivieron para dominar los mares mesozoicos y cenozoicos e incluyen la mayoría de los peces modernos de agua dulce y marina.
- Sarcopterigios (Peces de aletas lobuladas): Incluyen los pulmonados (Dipnoi) y celacantos entre otros. El Devónico fue el período de mayor éxito para los pulmonados. Hoy sobreviven tres únicos géneros (Sudamérica, África y Australia). Algunos expertos opinan que esto puede reflejar la desintegración de Gondwana en el Mesozoico. El género australiano, Neoceratodus, recibe su nombre del estrecho parecido con el género triásico Ceratodus. El superéxito de los pulmonados se debe a su capacidad de retener aire en los pulmones en los períodos de desecación. Dichos pulmones presumiblemente tenían una función similar en el Devónico. La mayoría de los sarcopterigios vivieron en medios de agua dulce; sin embargo, los celacantos invadieron los océanos. Un único género que se descubrió en 1938 en aguas profundas cerca de Madagascar sobrevive hoy. Los pulmonados declinaron después del Devónico, dejando un rico legado evolutivo, ya que de ellos derivaron todos los vertebrados terrestres y sus pulmones fueron los predecesores de los nuestros.

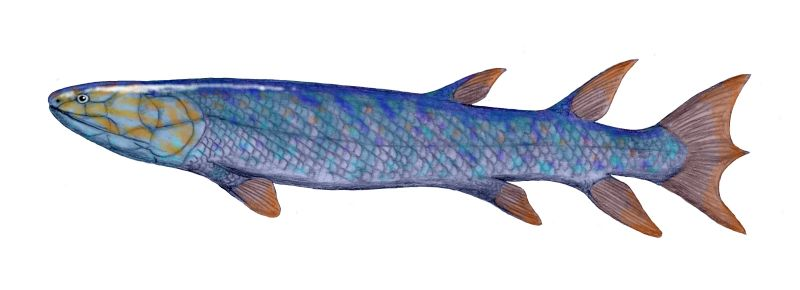
Eusthenopteron (Sarcopterigio)
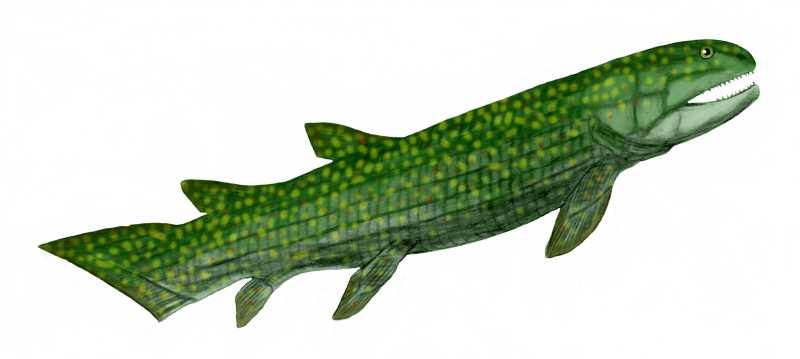
Gogonasus (Sarcopterigio)
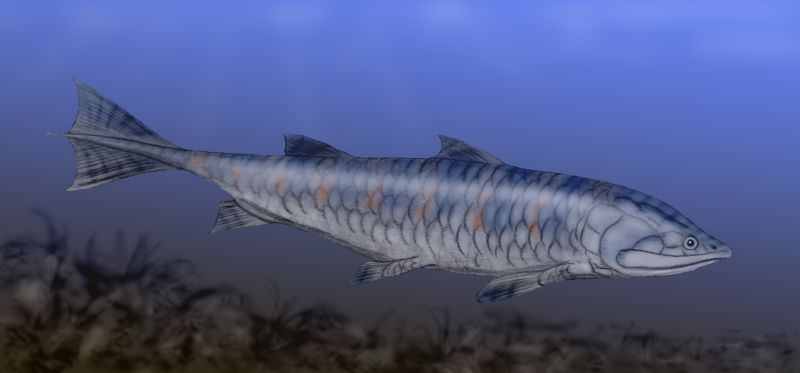
Grossius (Sarcopterigio)
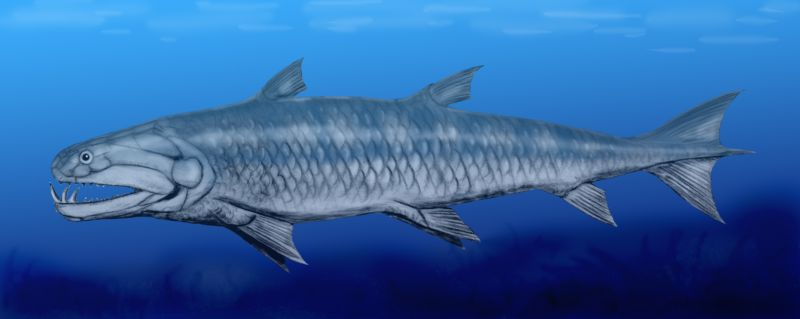
Onychodus (Sarcopterigio)
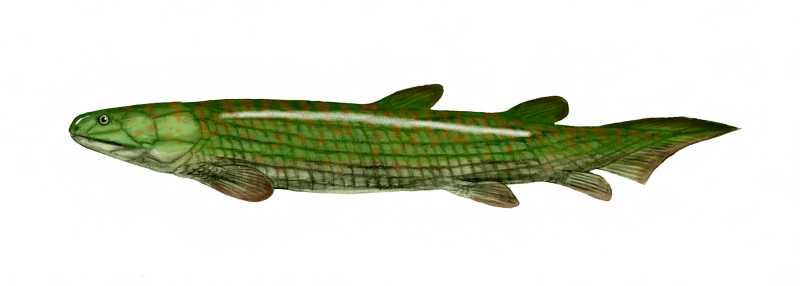
Osteolepis (Sarcopterigio)
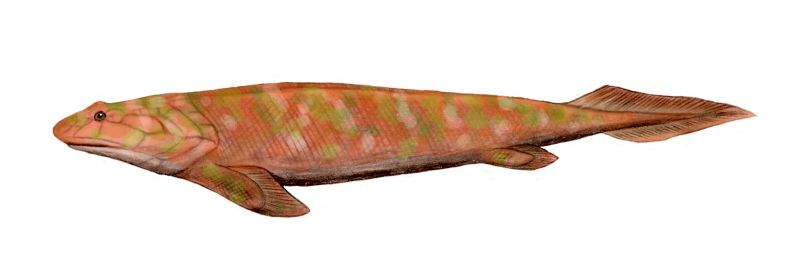
Panderichthys (Sarcopterigio)
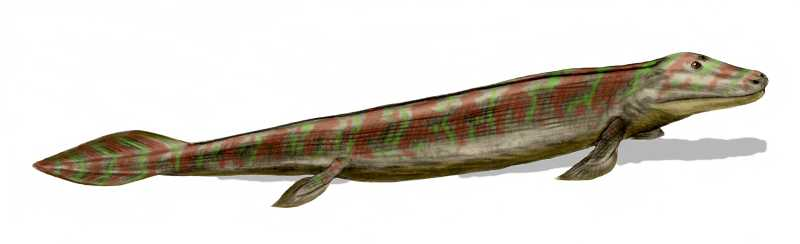
Tiktaalik (Sarcopterigio)
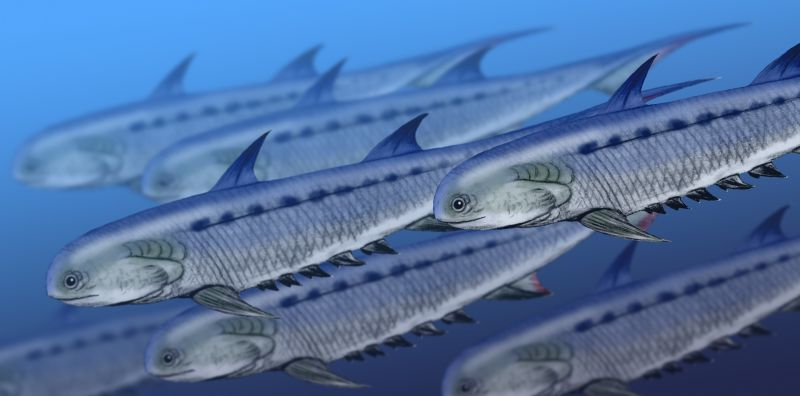
Climatius (Acantodio)

### Vida terrestre
Otras de las cosas que caracterizan al Devónico es la colonización de la tierra. Los artrópodos probablemente invadieron la tierra en el Silúrico temprano; sin embargo, los primeros datos provienen de la formación Rhynie Chert del Devónico inferior de Escocia. Dicha formación preserva una comunidad de plantas y artrópodos que aporta una gran información sobre la ecología primitiva de los primeros medios terrestres. Aparte de las plantas citadas más adelante, aparecen artrópodos que incluyen escorpiones, seudoescorpiones, ácaros e insectos con alas. Los artrópodos marinos y dulceacuícolas debieron evolucionar hacia sistemas de respiración aérea, independientemente unos de otros. No es posible con los datos del registro fósil enumerar el orden de llegada de ácaros, escorpiones y ciempiés, todos los cuales tienen hoy descendientes extraordinariamente diversos que viven entre las modernas plantas vasculares.

Especiación de los vertebrados durante el Devónico tardío; descendientes de los sarcopterigios incluyendo los primeros tetrápodos.

#### Primeros anfibios
Antes de la aparición de los vertebrados, el mundo terrestre primitivo estaba poblado por artrópodos. Existe cierta polémica sobre el momento en que los vertebrados se aventuraron fuera del agua y sobre las causas que los empujaron a hacerlo. Sin embargo, no hay duda de que los anfibios (capaces de respirar aire, pero dependientes del agua para su reproducción) habían aparecido ya al final del Devónico. Icnitas de anfibios apuntan a una aparición mucho más temprana. En 1977 en el suelo del patio de una casa de Australia apareció un bloque con treinta y tres icnitas de probable edad silúrica-devónica. En el Devónico superior se han descubierto los esqueletos de Ichthyostega, Acanthostega (Groenlandia), Tulerpeton (Rusia) y Metaxygnathus (Australia).

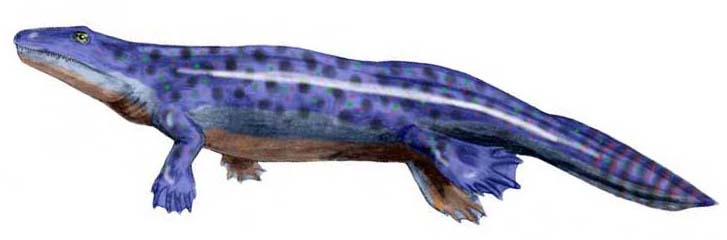
Ichthyostega
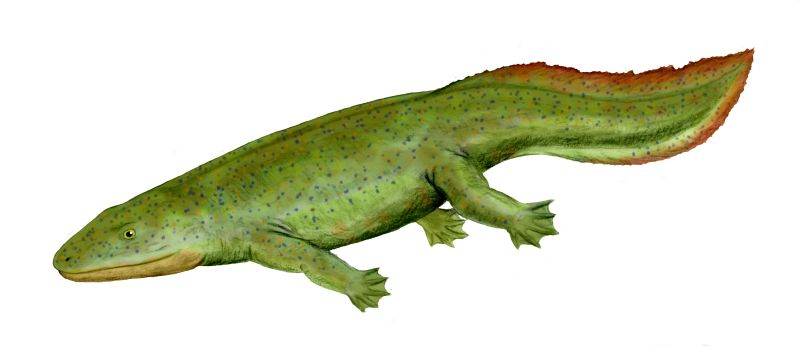
Hynerpeton
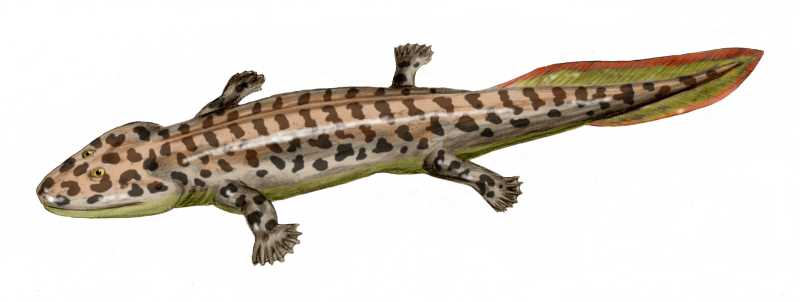
Acanthostega
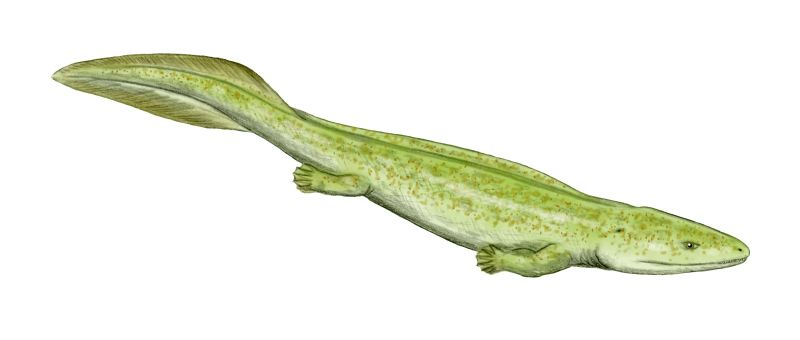
Elginerpeton

#### Razones del éxodo
La teoría clásica, creada por Romer en 1950, sostiene que los peces se trasladaron para escapar de la desecación progresiva de las aguas. Sin embargo, los peces hubieran podido enterrarse en el lodo durante la estación seca con sus sistemas desconectados, como hacen los modernos peces pulmonados. Esta teoría ha sido criticada por la limitada existencia de pruebas de sequías y porque explica solo una mínima parte de las adaptaciones al medio terrestre, no la entera complejidad de las extremidades de los anfibios.
La hipótesis más simple es que los pulmonados se trasladaron a tierra para explotar nuevos recursos: no solo comida, en forma de plantas y pequeños animales que no eran aprovechados por nadie, sino también oxígeno, mucho más disponible en el aire que en el agua, aunque tuvieron que aprender a absorberlo sin riesgo.

#### Problemática de la vida terrestre
Este nuevo hábitat que se presentaba acarreaba muchos problemas que solucionar:
- Mecanismos especiales de respiración: La respiración fue el menor de los escollos que los peces devónicos de aletas lobuladas tuvieron que salvar para evolucionar hacia los anfibios.
- Gravedad: Este problema lo compartían con los vegetales. El soporte y el movimiento fue el problema principal. En el agua, el cuerpo apenas pesa y el animal no necesita adaptaciones especiales para conservar su forma, capacitarlo para moverse, soportar el peso o mantener los órganos en su sitio. La columna vertebral de un pez está adaptada a la natación y en especial a flexionarse lateralmente. La presión básica de un anfibio se dirige hacia abajo y necesita músculos para mantener la espalda (cuando el animal se incorpora), la cabeza erguida, la región ventral (para prevenir su ruptura debido a la acción del peso de los órganos internos).

El balanceo lateral de salamandras o lagartos son el vestigio de sus antecesores, los pulmonados. Las aletas lobuladas de los pulmonados tienen gran parecido con las extremidades de los primeros anfibios. Los pulmonados del Devónico se movían arrastrándose por los fondos cenagosos, simulando la acción de remar, ya que no poseían articulaciones en hombro y codo. Los primeros anfibios modificaron su cintura pélvica y pectoral, que crecieron y se robustecieron. La cintura pectoral se separó de los huesos del cráneo y se asoció al aparato costillar. Se produjo entonces una pérdida de la movilidad del cráneo que presentaban los peces óseos, acompañado de un robustecimiento de los huesos craneanos para prevenir la rotura de la cabeza bajo la acción gravitatoria o a causa de fortuitas colisiones en el deambular terrestre.
- Mecanismo para minimizar la pérdida de agua: El aire seco de la tierra provoca la deshidratación de los frágiles tejidos de peces, debido a la difusión de agua que se produce desde el cuerpo hacia el ambiente. Hasta la queratinización de la piel de los reptiles ese problema seguía sin resolverse.
- Nuevos mecanismos de reproducción: Igual que los anfibios modernos, los primeros tetrápodos debían poner sus huevos en el agua, de los que salían renacuajos que más tarde se metamorfoseaban en formas adultas terrestres. Se han encontrado renacuajos fósiles completos, con las branquias plumosas que usaban para respirar bajo el agua. Hasta que los huevos desarrollaron una cubierta, resultaba inviable dejar estos en la tierra.

### Paleobotánica

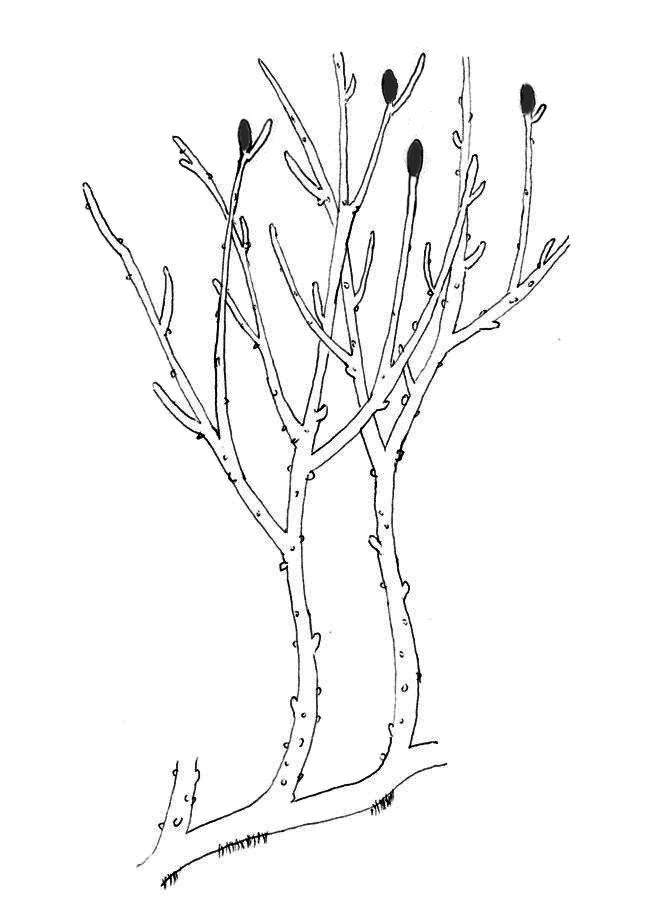
Reconstrucción de Rhynia.

En el Devónico aparecen, se diversifican y se expanden las plantas vasculares (aparecen los estomas y las traqueidas), que en adelante dominarán la vegetación terrestre. Puede decirse que el Devónico es para las plantas terrestres lo que el Cámbrico había sido para los metazoos. El Devónico empieza con pequeñas plantas vasculares, las primeras, como Cooksonia ligadas todavía a ambientes encharcados. Otra de las primeras plantas vasculares, algo posterior a Cooksonia, fue Rhynia, que también era un psilófito, aunque más grande y complejo. Se llamó así porque el primer fósil encontrado de esta planta fue en Rhynie (Escocia). Tenía muchos esporangios simples que aparecían como engrosamientos en el extremo de los tallos, los cuales eran horizontales. Al parecer sus rizomas estaban asociados a hongos. Una hipótesis sobre la evolución de las plantas mantiene que la terrestralización de estas fue posible por su asociación a hongos.

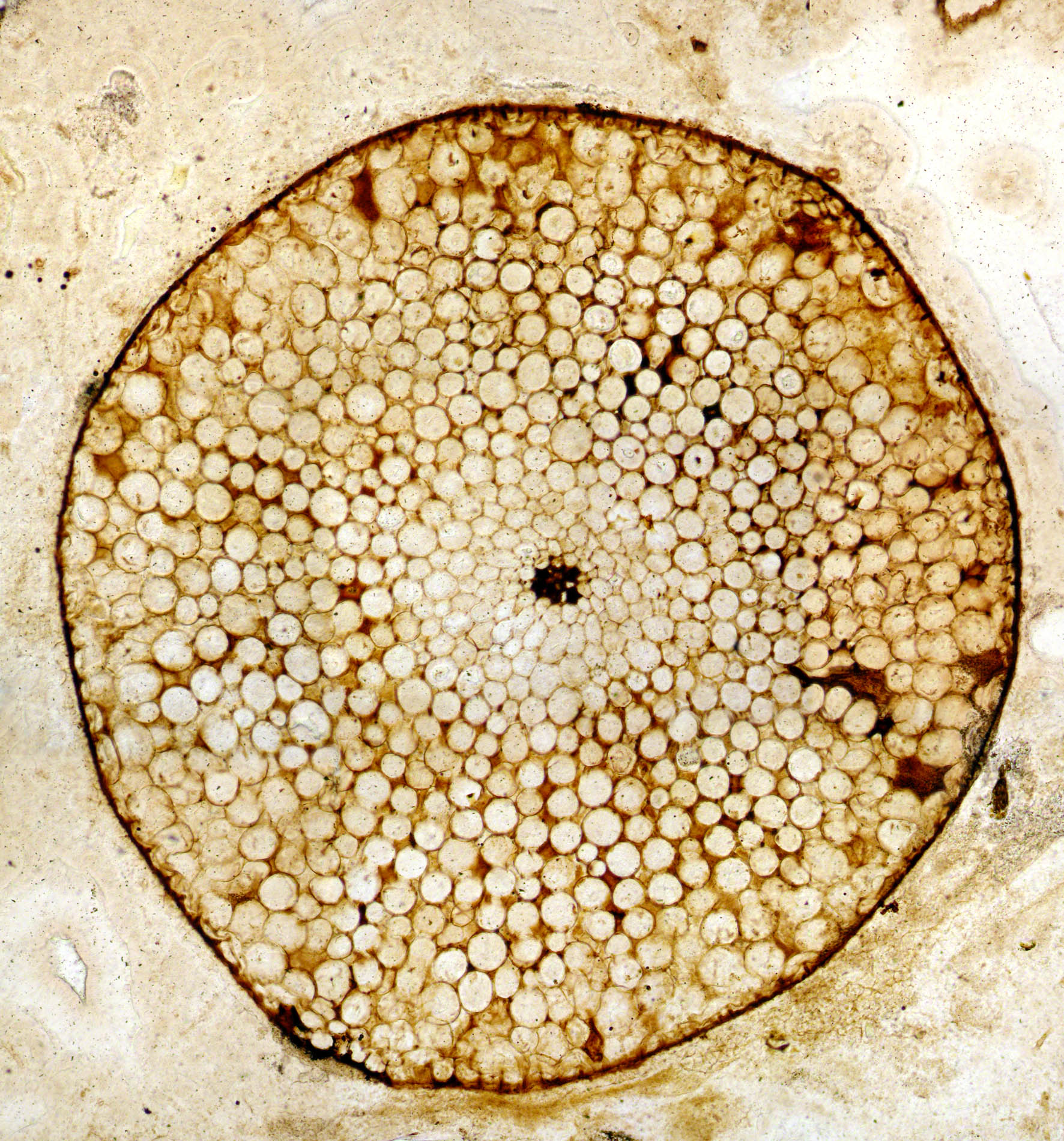
Sección del fósil de un tallo de Rhynia.

Al final del período dominan en los continentes formas arbóreas de licopodiófitos, trimerófitos, esfenófitos, pteridófitos y progimnospermas. La mayoría de estas plantas tienen verdaderas raíces y hojas, y muchas eran muy altas. En el Devónico Superior, los helechos arborescentes ancestrales como Archaeopteris y los árboles gigantes Cladoxylopsida crecen con verdadera madera (lignina). Por ejemplo, nos encontramos con el licopodiófito Archaeopteris, con 20 o 30 m de altura, constituyendo los primeros bosques. Los primeros árboles conocidos, del género Wattieza (clase Cladoxylopsida), aparecieron en el Devónico Superior hace unos 380 millones de años. Restos fósiles de troncos y hojas de helechos arborescentes forman parte de muchos depósitos de carbón de la Era Paleozoica. Esta rápida aparición de tantos grupos de plantas y formas de crecimiento se ha llamado la "Explosión Devónica".

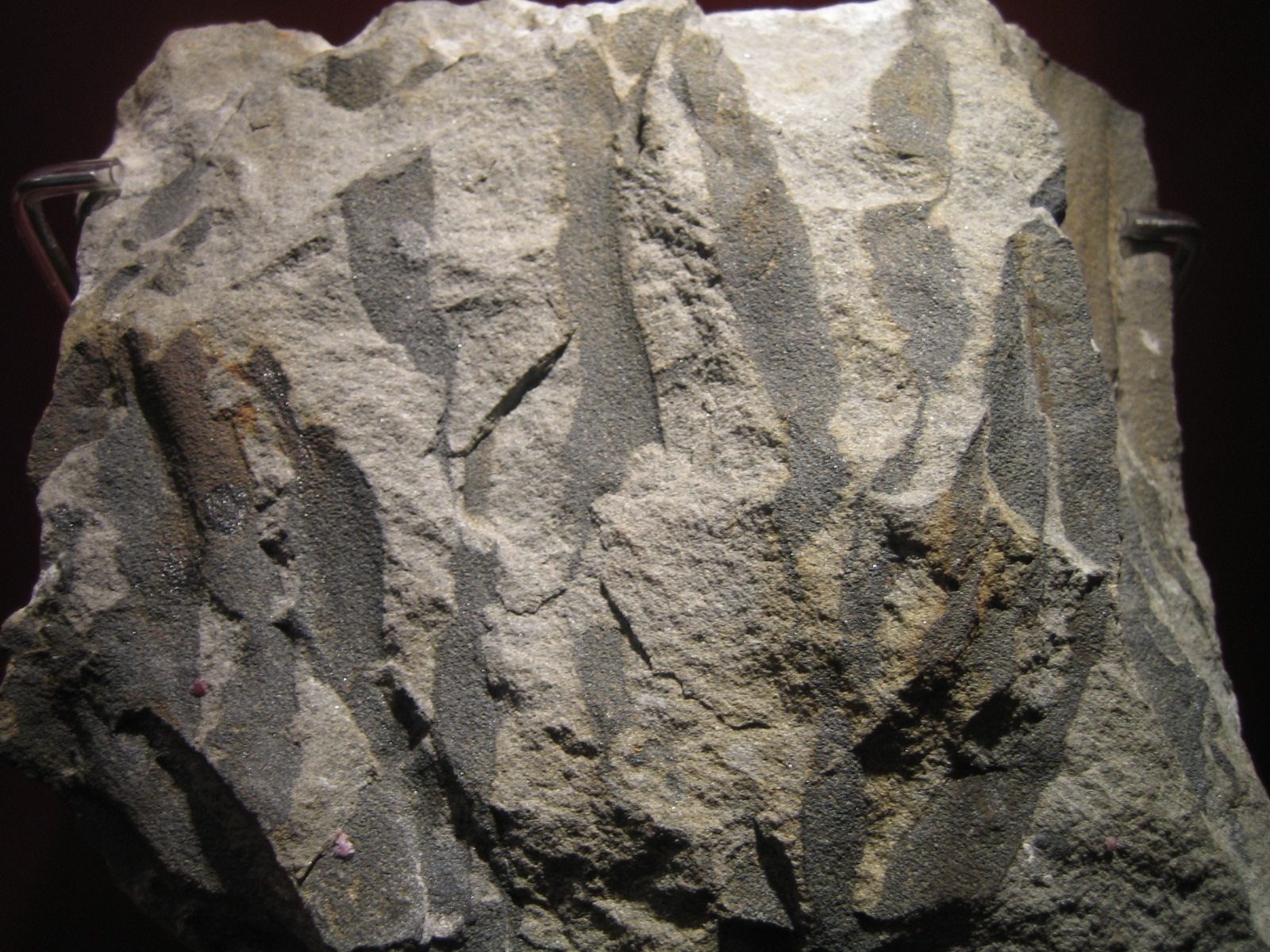
El primer árbol fósil, Wattieza, también denominado Eospermatopteris.

Las plantas vasculares a su vez permitieron la formación de cadenas tróficas complejas  fuera de los ambientes acuáticos y el éxito de los primeros animales plenamente terrestres. Entre estos cuentan los primeros artrópodos, tanto quelicerados, como arañas, ácaros, euriptéridos y escorpiones. La codependencia entre los insectos y semillas de plantas que caracteriza al mundo moderno tuvo su origen en el Devónico Superior. La rápida evolución de un ecosistema terrestre conteniendo numerosos animales abrió el camino para que los primeros vertebrados buscaran una vida terrestre. Al final del Devónico aparecieron los primeros anfibios, todavía muy próximos anatómicamente a los peces de los que derivan, aunque no los amniotas, es decir, los reptiles.
El desarrollo de los suelos y de los sistemas de raíces de plantas, probablemente produjo cambios en la velocidad y en el patrón de erosión y deposición de sedimentos. El "reverdecimiento" de los continentes actuó como sumidero del dióxido de carbono y los niveles de este gas de efecto invernadero en la atmósfera pudieron haber disminuido. Esto pudo haber enfriado el clima y dado lugar a la masiva extinción del final del período.

## Extinción devónica

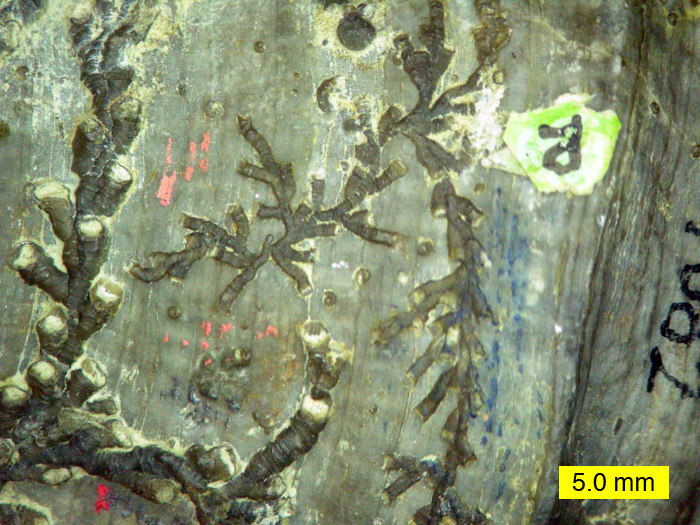
Diferentes especies de hedereloideos colonizando un coral rugoso.

El final del período viene marcado por una crisis de extinción masiva que afectó más a los mares que a los continentes durante el tránsito Frasniense-Fameniense, y más a las latitudes tropicales que a las medias. Fue hace unos 364 millones de años, y la mayoría de los peces Agnatos desaparecieron de repente. Los corales (constituidos por corales tabulados, rugosos y estromatopóridos), que habían dominado el período se extinguieron, y hasta el Triásico no volvieron los arrecifes coralinos a ser importantes. Muchos taxones marinos sufrieron una fuerte reducción de su diversidad, desapareciendo grupos planctónicos como los graptolites y los tentaculites. También desaparecieron acritarcos, ostrácodos, ammonoideos, y peces (los placodermos y los ostracodermos desaparecieron, y los dipnoos se vieron afectados). Además, se extinguieron el 85 % de géneros de braquiópodos y ammonoideos, además de muchos tipos de gasterópodos y trilobites. En los medios terrestres, las plantas vasculares no parecen afectadas por esta crisis. Las comunidades polares de la provincia de Malvinokaffric no experimentan pérdidas. Aunque se sospecha del enfriamiento global como causa principal (debido a que aparecen de nuevos depósitos glaciales en Gondwana), no se excluye la influencia de un impacto extraterrestre, para el que se han propuesto varios posibles lugares de colisión. Sin embargo, la existencia en la actualidad en la zona intertropical de plantas muy antiguas (como es el caso de los helechos arborescentes ya señalados) hace también pensar que la estabilidad climática a través del tiempo geológico es mayor de lo que muchos piensan.